# 大鱗泥鰍
大鱗泥鰍為輻鰭魚綱鯉形目鰍科的其中一種，為亞熱帶淡水魚，分布於亞洲中國、臺灣及韓國淡水流域，體長可達20公分，棲息在底層水域，以有機碎屑為食，生活習性不明，可作為食用魚及養殖魚類。

## 扩展阅读
維基物種上的相關：大鱗泥鰍